# Per una notte d'amore
Per una notte d'amore è stata una miniserie televisiva italiana.

## Descrizione
È stata composta da 2 puntate, e venne girata nei colli toscani nei pressi di Arezzo e Monte San Savino, nonché umbri presso Deruta.
La fiction, interpretata da Vanessa Hessler e Roberto Farnesi, è stata prodotta da Edwige Fenech e diretta da Vittorio Sindoni. È andata in onda in prima serata il 20 e il 21 aprile 2008 su Rai 1.
Le due serate di programmazione hanno registrato un notevole successo di pubblico.
È stata replicata sempre su Rai 1 il 20 aprile 2009 e il 3 settembre 2012 in un'unica puntata.

## Trama
Georgia Bonetti, una ragazza di vent'anni segnata da una terribile esperienza infantile (ha subito le molestie dal convivente della madre e per questo si è allontanata da casa), ha lasciato la sua città e vive a Roma, dove lavora come cubista di una discoteca. Georgia ha nei confronti degli uomini un profondo rifiuto.
Di Georgia si innamora Niccolò Natali, uno studente universitario, che riesce a intenerirla con l'innocente forza del suo sentimento con entusiasmo.
Dopo una notte d'amore, Niccolò si congeda da Georgia promettendole di tornare la sera stessa. Il ragazzo è deciso ad aiutare la ragazza e vuole offrirle un posto di lavoro come disegnatrice nella fabbrica di ceramiche toscane che possiede assieme a sua nonna Elvira e al fratello Alessio a Monte San Savino, le "Antiche Ceramiche Natali".
Niccolò torna a Monte San Savino. Ma dopo un'accesa discussione con il fratello maggiore Alessio, un trentenne freddo e tutto dedito al guadagno, Niccolò muore in un terribile incidente automobilistico.
Due mesi dopo, Georgia scopre di aspettare un bambino, decide di tenerlo e cerca di ottenere il lavoro promesso recandosi da Alessio, dopo aver rintracciato l'indirizzo. L'incontro fra i due degenera: Alessio accoglie Georgia in maniera offensiva ed è convinto che Georgia sia una ricattatrice, una poco di buono. Georgia si sente male e trova ospitalità nella casa di Annibale, un anziano ceramista della fabbrica, che assieme agli altri artigiani della Natali non condivide le scelte. Annibale capisce che un figlio di Niccolò, se riconosciuto, può cambiare l'assetto proprietario della fabbrica, impedendo ad Alessio di trasformarla in un piastrellificio.
Le "Antiche Ceramiche" appartengono per il 40% all'anziana signora Elvira, nonna di Alessio che non ha mai approvato le idee del nipote. Alessio ha ereditato le quote di Niccolò ed ha quindi la maggioranza delle quote.
Avvilita per tutti i guai, le tensioni e i pettegolezzi suscitati dalla sua presenza nella cittadina toscana, Georgia medita di tornare a Roma. Ma a trattenerla è proprio la nonna di Alessio. Profondamente toccata dall'idea di avere un pronipote, Elvira si schiera con lei: se la prova del DNA accerterà che il bambino è davvero figlio di Niccolò, la decisione più giusta è quella di riconoscerne i diritti ereditari. In attesa del parto Georgia potrà lavorare nella fabbrica di famiglia, come aveva chiesto.
Alessio è costretto ad accettare i voleri di sua nonna, che ha una grossa fetta di azioni dell'azienda. Ma non rinuncia a umiliare Georgia, rifiutandosi di guardare i suoi disegni. In realtà Alessio non ammette neppure con se stesso di essere profondamente colpito dalla solare presenza e dalla profonda pulizia interiore di quella ragazza.
Quando una rivista pubblica un calendario con delle foto di Georgia fatte molti mesi prima la ragazza, duramente provata dalla malevolenza di tutta la città, scompare. Alessio dopo averla cercata, riesce a trovarla e le dichiara quanto tiene a lei. La nuova, fragile, serenità che si è stabilita fra loro viene però turbata dall'arrivo del patrigno di Georgia, che tenta un odioso ricatto. Georgia decide allora di commettere una pazzia e tenta di suicidarsi, gettandosi da un ponte. Fortunatamente arriva Alessio e la salva. Georgia e Alessio si innamorano e si fidanzano.

## Ascolti
| n° | Prima TV Italia | Telespettatori | Share  |
| -- | --------------- | -------------- | ------ |
| 1  | 20 aprile 2008  | 6.741.000      | 28,58% |
| 2  | 21 aprile 2008  | 8.363.000      | 30,12% |